# Lepidotonpolis
| F18 · D46 | X1 · O49 |

| F18 · D46 | X1 · O49 |

Lepidotonpolis (Λεπιδότων πόλις, Lepidótōn pólis, también Lepidopolis) es el nombre griego de una antigua ciudad egipcia situada en el Alto Egipto, en el Nilo, bajo el moderno pueblo de Nagʿ el-Mescheich y frente a la ciudad de Girga, cuyas necrópolis también se encontraron en Lepidotonpolis. 
El antiguo nombre egipcio del lugar era quizás Behedet o Behedet-yabtet. Debajo de la aldea moderna se encuentran los restos de un templo del Imperio Nuevo. Se han encontrado fragmentos con los nombres de los faraones Amenofis III, Ramsés II y Merneptah.
La principal deidad del lugar fue la diosa leona Mehit. También fue adorado el pez lepidoto. Se han hallado restos de un templo de Ramsés II, y cerca de allí se encuentra un antiguo cementerio que incluye la tumba de Anhurmose, sumo sacerdote de Onuris tallada en piedra y decorada y la tumba del escriba real Imiseba.